# マルティン・クレッツァー
マルティン・クレッツァー（Martin Kretzer, 1950年 - ）は、ドイツのヴォルフェンビュッテル生まれのトランペット奏者。1973年以降フリッツ・ヴェゼニック（Fritz Wesenigk）、ホルスト・アイヒラー（de:Horst Eichler）の後任として、コンラディン・グロートと共にベルリン・フィルハーモニー管弦楽団の首席トランペット奏者を務めた。首席は退いたものの現在も在任中で、ブラスアンサンブルなどでも国内外にて演奏活動を行っている。

## プロフィール
ブラウンシュヴァイクで学んだ後、カッセルで初契約を結び、1971～73年ハノーファーのオペラ・ハウスでソロ・トランペット奏者を務めた。
1973年からベルリン・フィルハーモニー管弦楽団の首席トランペット奏者を務め、首席は退いたものの現在も在任中。また、ベルリン・フィル・アカデミーでは講師を務め、音楽家を数多く育成。
ブラスアンサンブル『ジャーマン・ブラス』（GERMAN BRASS,1984年にドイツ金管5重奏団から改称）メンバーとして活動した時期もあり、数々の室内楽アンサンブルにも参加し、国内外で定期的に演奏会を行っている。

## 作品
- 『Brass Symphony』（Schallplatten FSM63 405）：ドイツ金管5重奏団の演奏。ヴィクトル・エワルド（Victor Ewald）作曲の「金管5重奏曲第1番」収録。
- 『Das Deutsche Blechbläserquintett』（audite 95.401）
- 『ブラスの饗宴』（グラモフォン MG1256）：ベルリン・フィルハーモニー・ブラスアンサンブル（Berlin Philharmonic Brass）
- 『Klengen』（EXTON OVCL-00028）：ベルリン・フィルハーモニー・ブラスアンサンブル（Berlin Philharmonic Brass）
- 『ブラスのクリスマス』（グラモフォン MG1161）：ベルリン・フィルハーモニー・ブラスアンサンブル（Berlin Philharmonic Brass）